# Itazura na Kiss
Itazura na Kiss (яп. イタズラなKiss Итадзура на Кисс, «Озорной поцелуй») — манга, написанная и проиллюстрированная Каору Тадой. Манга впервые была опубликована в 1990 году, в журнале Margaret издательства Shueisha. Манга стала настолько популярной, что к настоящему времени было снято три телесериала. Несмотря на успех, манга так и не была завершена из-за неожиданной смерти автора в результате несчастного случая в доме, когда она переезжала в другой дом с мужем и сыном. Однако манга продолжала выходить с разрешения вдовца. Аниме-адаптация из 25 эпизодов вышла в эфир в 2008 году.

## Сюжет
Романтическая история об отношениях Айхары Котоко и Ириэ Наоки со старших классов до их свадьбы и совместной жизни.
Котоко Аихара, ученица старших классов, влюбилась в красавца, да ещё и лучшего ученика школы, Ириэ Наоки, но тот даже не пожелал прочесть её любовное письмо. К тому же дом, который только что закончил строить её отец, рухнул от землетрясения, и Котоко с отцом пришлось временно переселиться в дом старого друга семьи… которым оказался отец Ириэ.
Котоко попадает в разные нелепые ситуации, а всё для того, чтобы понравиться возлюбленному. Наоки холоден как лед, но когда Котоко решает раз и навсегда забыть о неудачной любви, он признается ей в любви и делает предложение в присутствии своих родителей и отца Котоко. Далее следует жизнь после свадьбы. Котоко становится мамой.

## Персонажи
Котоко Айхара (яп. 相原 琴子 Айхара Котоко) испытывает сильные чувства к Наоки Ириэ с первого года учёбы в старшей школе. После того как её дом был разрушен землетрясением, она и её отец переезжают на время в дом старого друга отца Котоко, который оказался отцом Ириэ. С тех пор Котоко во что бы то ни стало старается добиться внимания Ириэ. Дело осложняется тем, что она ученица F класса (с низкой успеваемостью), а Наоки по его словам нравятся исключительно умные девушки… Впоследствии становится медсестрой.
Сэйю: Нана Мидзуки
Наоки Ириэ (яп. 入江 直樹 Ириэ Наоки) всегда первый в учёбе и на экзаменах. Что бы он ни делал, у него все получается безукоризненно: готовит ли или играет в теннис. Безупречный, он становится самим собой лишь рядом с Котоко. Однако часто «задевает» и цепляет её, стараясь не дать Котоко расслабиться, давая возможность развиваться и находить новые цели в жизни. Наоки скрытен, не показывает свои чувства и эмоции. По совету Котоко становится доктором.
Сэйю: Дайсукэ Хиракава
Юки Ириэ (яп. 入江 裕樹 Ириэ Юки) — младший брат Наоки. Сначала он не ладит с Котоко, но впоследствии она начинает ему нравится своим упорством.
Сэйю: Роми Паку
Мамочка — мама Наоки. Она всю жизнь мечтала о дочке, но у неё два сына. Поэтому очень полюбила Котоко. Искренне желает счастья Котоко и Ириэ и с самого начала планирует их будущую жизнь. Имеет неконтролируемую страсть к фотографированию. В манге — Матико Ириэ.
Сигэки Ириэ (яп. 入江 重樹 Ириэ Сигэки) — отец Ириэ, владелец крупной компании. Сигэки Ириэ мечтает оставить свой бизнес сыну, а когда Наоки сообщает отцу о намерении стать врачом, попадает в больницу с сердечным приступом. В конце концов, отец принимает выбор сына. В начале производит впечатление аморфного добродушного толстячка, но, оказывается, в некоторых случаях проявляет строгость характера.
Сигэо Айхара (яп. 相原重雄 Айхара Сигэо) — отец Котоко, владеет рестораном. После смерти матери Котоко, растил дочь один.
Киносукэ Икэдзава (яп. 池澤 金之助 Икэдзава Кинносукэ) — лучший друг Котоко, влюблённый в неё с начальной школы.

## Адаптации

### Телесериалы
- Itazura na Kiss (1996, Япония)
- It Started with a Kiss (2005, Тайвань)
- They Kiss Again (2007, Тайвань)
- Playful Kiss (2010, Южная Корея)
  - Playful Kiss: Special Edition (2010, Южная Корея)
- Mischievous Kiss: Love in Tokyo (2013, Япония)
  - Mischievous Kiss: Love in Tokyo 2 (2014, Япония)
- Kiss Me (2015, Таиланд)
- Miss in Kiss (2016, Тайвань)

### Аниме
Itazura na Kiss была снята студией TMS Entertainment в 25-серийное аниме и показывалась на TBS с 4 апреля по 25 сентября 2008 года. Начальной темой было «Kimi, Meguru, Boku» в исполнении Мотохиро Хата, а основными темами концовки были: «Kataomoi Fighter» группы GO!GO!7188 и «Jikan yo Tomare» AZU feat. SEAMO

### Фильмы
- Itazura na Kiss: The Movie - High School (2016)
- Itazura na Kiss: The Movie - Campus (2017)
- Itazura na Kiss: The Movie - Proposal (2017)
- Fall in Love at First Kiss（一吻定情）(2019）